# Tadesse Gebre
Tadesse Gebre (Tadesse Gebre Becho; * 1968) ist ein ehemaliger äthiopischer Marathonläufer.
1988 wurde er Siebter beim Peking-Marathon und 1989 Achter beim Rotterdam-Marathon.
1993 gewann er den Halbmarathonbewerb des Gold-Coast-Marathons (gemeinsam mit Steve Moneghetti) sowie den Hokkaidō-Marathon und wurde Vierter beim im Rahmen des San-Sebastián-Marathons ausgetragenen IAAF-Weltcup-Marathons.
1994 wurde er Vierter beim Turin-Marathon und siegte beim Sapporo-Halbmarathon. 1995 gewann er erneut den Hokkaidō-Marathon, 1996 und 1997 den Lausanne-Marathon.

## Persönliche Bestzeiten
- Halbmarathon: 1:01:49 h, 18. Juli 1993, Gold Coast
- Marathon: 2:10:27 h, 31. Oktober 1993, San Sebastián